# Leidse Schouwburg
De Leidse Schouwburg is gevestigd aan de Oude Vest in de Zuid-Hollandse stad Leiden. Het in 1705 gebouwde theater is het oudste nog in gebruik zijnde van Nederland. De theaterzaal heeft een klassieke bonbonnièrevorm en biedt sinds een verbouwing in 2009 ruimte aan 541 bezoekers.

## Geschiedenis
In de loop der eeuwen heeft de schouwburg een aantal grootschalige verbouwingen ondergaan. Vanaf 1833 werd aan beide zijden van de schouwburg een pand aangekocht om het theater uit te kunnen breiden. Toch bleek het vergrote gebouw niet te voldoen en in 1865 werd begonnen aan een ingrijpende verbouwing. Onder leiding van stadsarchitect Jan Willem Schaap kreeg de zaal haar huidige hoefijzervorm, geïnspireerd op de Italiaanse theaters. Ook werd er een tweede balkon aangebracht.
In de jaren 1960 waren er vergevorderde plannen voor sloop en nieuwbouw op een andere locatie. Door geldgebrek werd na een procedure van 16 jaar ten slotte toch besloten tot restauratie en uitbreiding van de bestaande accommodatie. Deze ingrijpende renovatie vond plaats tussen 1974 en 1976, naar ontwerp van architect Onno Greiner. Delen van het interieur verdwenen gedeeltelijk of werden geheel vervangen. De zaal werd gehuld in een brons-okeren sfeer. Dit interieur werd bij een verbouwing in 1997 vervangen, er werd terug gegrepen naar de inrichting zoals die in 1865 was.

## Fusie
In 2011 is de Leidse Schouwburg gefuseerd met de Stadsgehoorzaal Leiden. De organisaties gingen opereren onder de overkoepelende naam 'Leidse Schouwburg - Stadsgehoorzaal'. De afzonderlijke aanduidingen bleven in gebruik. 

## Cabaret Festival
Het Leids Cabaret Festival wordt sinds 1978 gehouden in de schouwburg. Vanaf 2024 is deze ook de organisator er van.